# أكاديمية غونكور

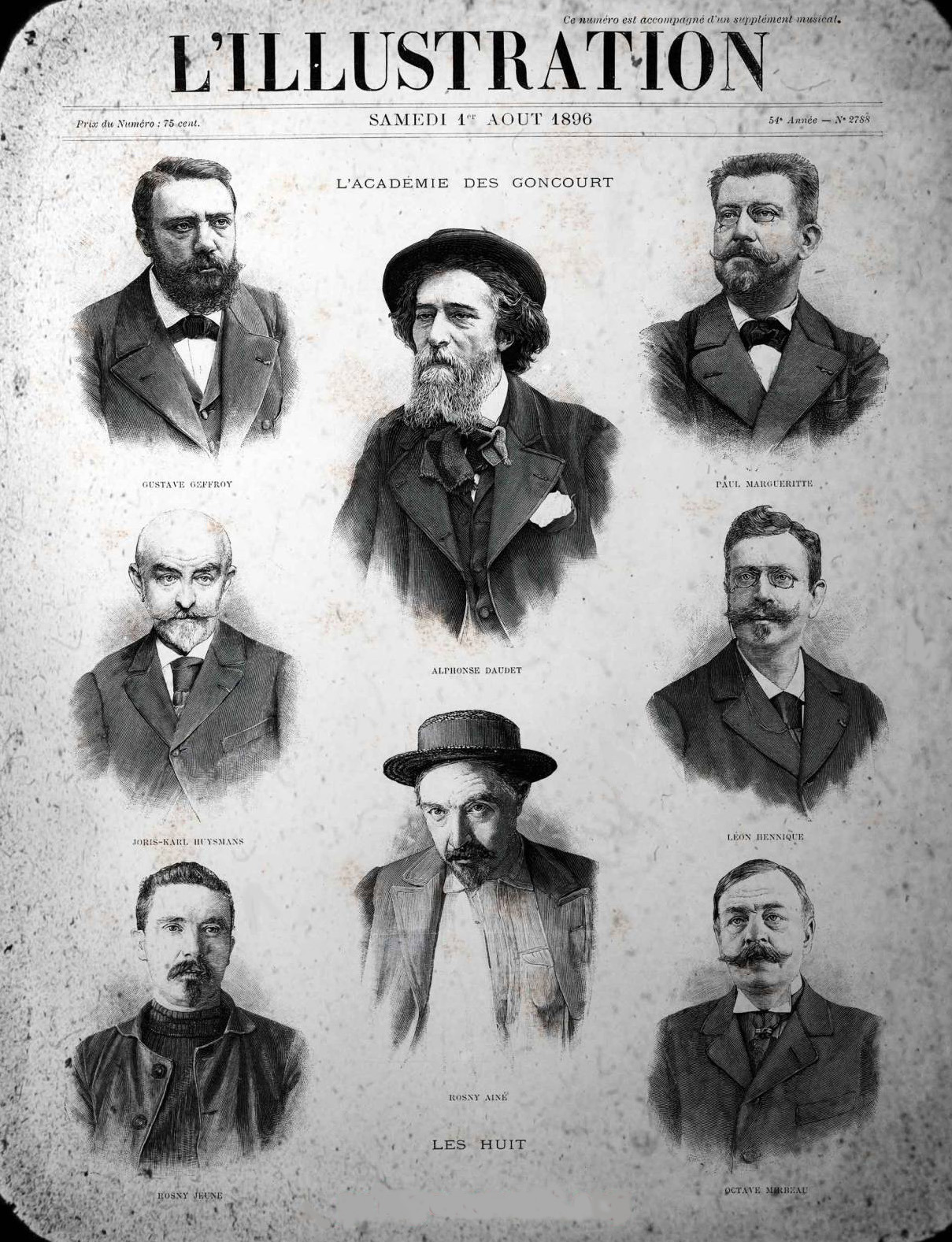

 أكاديمية غونكور (بالفرنسية: Académie Goncourt)‏ هي مؤسسة أدبية فرنسية تأسست سنة 1900 بناء على وصية أدموند دي غونكور (1822-1896) كتبها ليجسد رغبة شقيقه جول دي غونكور (1822-1896)، وهدفها هو اعطاء جائزة سنوية ل«عمل أدبي تخيلي ظهر خلال نفس السنة» كتب باللغة الفرنسية بالإضافة إلى جائزة مالية، ولكن جائزة غونكور ليست الجائزة الوحيدة التي تقدمها الأكاديمية، إذ انها تقدم جوائز أخرى للشعر وللقصة وللسيرة الشخصية ولأدب الأطفال وللرواية الأولى.